# Grabów nad Pilicą (plaats)
Grabów nad Pilicą is een dorp in het Poolse woiwodschap Mazovië, in het district Kozienicki. De plaats maakt deel uit van de gemeente Grabów nad Pilicą en telt 460 inwoners.